# ウィネトカ・プラン
ウィネトカ・プラン（Winnetka Plan）は、アメリカのイリノイ州ウィネトカの小学校で行われた教育的な実験である。シカゴ大学の実験学校での経験を踏まえたジョン・デューイの著作から触発されたカールトン・ウォッシュバーン(Carleton Washburne )が考え出したもので、教育的な焦点を子どもたちの創造的な活動や社会的スキルの発達に当てていこうとするものであった。
カリキュラムは、各教科を共通科目を「一般共通科目」（common essentials）と「創造的集団活動」（creative group activities）に分けられた。「一般共通科目」は、生徒たちに教科内容の学習と習得を求めたが、創造的活動では、生徒たちにそれぞれ異なった関心の度合いでの取り組みが許容され、厳密な達成目標も到達度目標も設定されなかった。
この教育プランは、アメリカ国内を問わず世界的に広まり、カリキュラム設定の焦点を再考する切っ掛けとなったことで知られている。